# Half-Minute Hero
Half-Minute Hero (勇者30?, Yūsha 30, Eroe 30) è un videogioco sviluppato da Opus e pubblicato nel 2009 da Marvelous Entertainment per PlayStation Portable. Parodia dei videogioco di ruolo a 8-bit, il videogioco è stato convertito per Xbox 360 e distribuito su Xbox Live Arcade come Half-Minute Hero: Super Mega Neo Climax. Oltre alla versione per Microsoft Windows pubblicata su Steam con il titolo Half-Minute Hero: Super Mega Neo Climax Ultimate Boy, il gioco ha ricevuto un sequel per PSP denominato Half-Minute Hero: The Second Coming.